# Caleb Agada
Caleb Apochi Agada (Burlington, 31 agosto 1994) è un cestista canadese con cittadinanza nigeriana.

## Carriera
Con la Nigeria ha disputato i Giochi olimpici di Tokyo 2020.

## Palmarès

### Squadra
- Lega Lettone-Estone: 2

Prometej: 2022-2023, 2023-2024

### Individuale
- All-Israeli League Second Team: 1

Hapoel Be'er Sheva: 2020-21